# Fougerolles (Haute-Saône)
Pour les articles homonymes, voir Fougerolles.
Fougerolles est une ancienne commune française située dans le département de la Haute-Saône, en région Bourgogne-Franche-Comté.
Ses habitants sont appelés les Fougerollais.
Fougerolles est connue pour son kirsch et ses cerises.
Le 1er janvier 2019, elle fusionne avec Saint-Valbert pour former la commune nouvelle de Fougerolles-Saint-Valbert dont elle devient le siège.

## Géographie

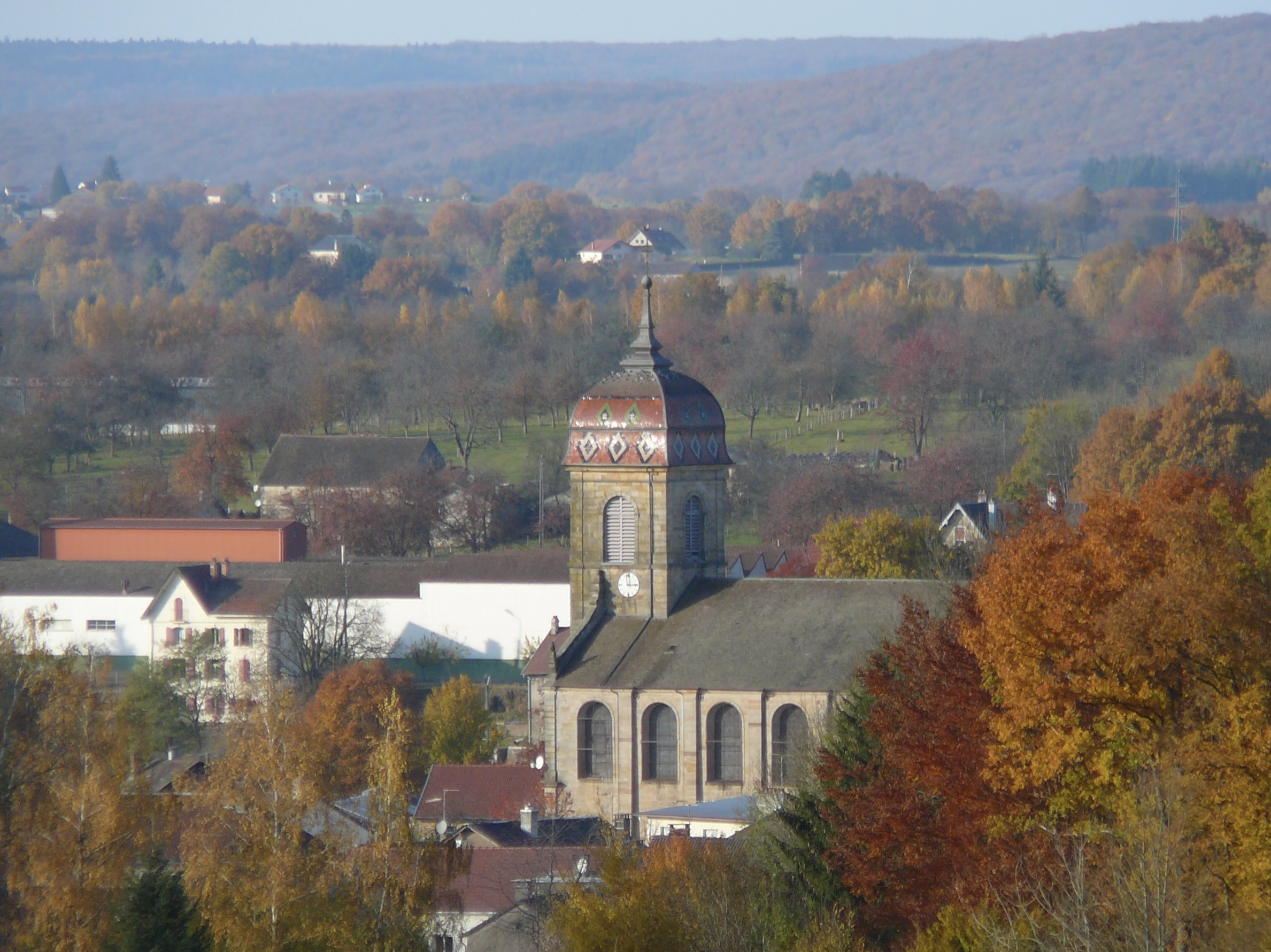
Clocher de l'église.

Fougerolles est une commune assez étendue de 5 112 hectares (ce qui en fait la commune la plus étendue de la Haute-Saône après Champlitte), limitrophe de la région Lorraine et comptant de nombreux hameaux.
Avant la réalisation de la déviation de contournement de la ville par la RN 57, plusieurs accidents mortels impliquant des poids lourds ont eu lieu ; les pannes de freins de camions (ou leur vitesse excessive) ne leur permettait pas de prendre le virage en bas de la côte de la rue de Plombières, ce qui leur fit plusieurs fois franchir le parapet du pont à la sortie du virage.
C'est l'une des 189 communes du Parc naturel régional des Ballons des Vosges.

### Hydrographie
La ville est traversée par la rivière Combeauté, qui descend de la commune limitrophe du Val-d'Ajol dans le quartier du Château, puis traverse le centre-ville et le lieu-dit des Chavannes avant de quitter la ville en direction de Corbenay.
L'Augronne, le Ruisseau des Coudriers parcourent également la commune.

### Communes limitrophes

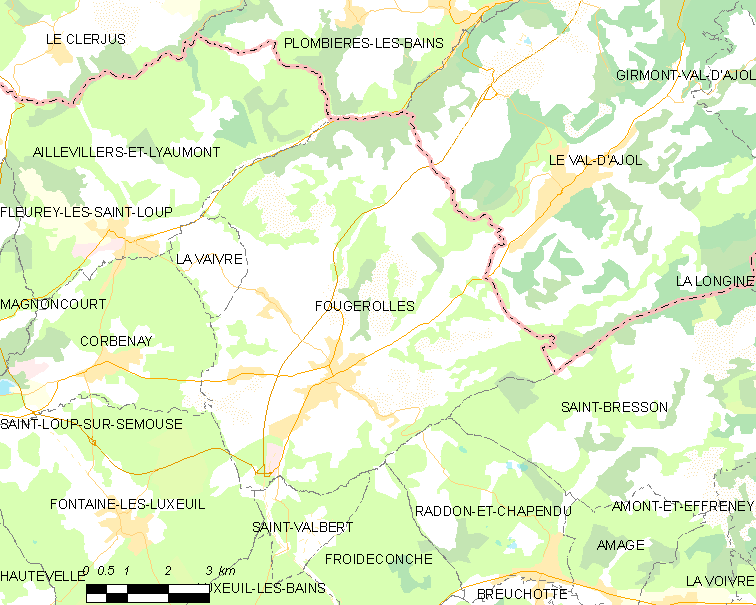
Situation de Fougerolles.

Au début du XXIe siècle les limites du territoire de Fougerolles au sud avec celles des communes de Raddon-et-Chapendu, Saint-Valbert, Froideconche sont marquées par le cours du ruisseau La Rôge.

### Hameaux
Beaumont,
Blanzey,
Croslières,
Jeandicotet
la Basse-Robert,
la Gabiotte,
la Germenain,
la Motte,
la Ramouse,
le Bout,
le Champ,
le Château,
le Clos,
le Haut-de-la-Beuille,
le Petit-Fahys,
le Grand-Fahys,
le Prédurupt,
le Prémourey,
le Roigire, le Rang de la vigne, le Sarcenot,
les Chavannes,
les Granges.

## Histoire

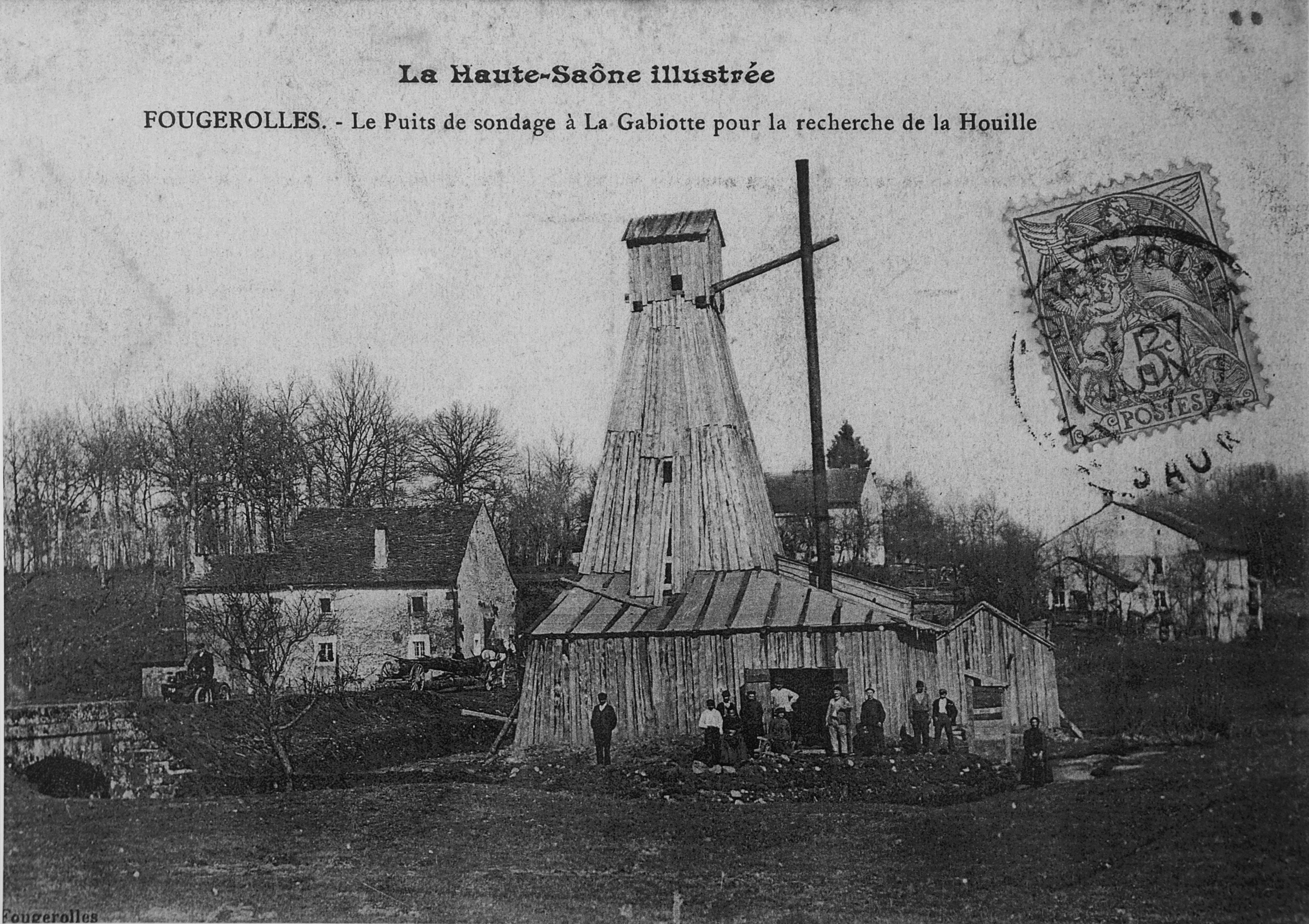
Le sondage de la Gabiotte.

Une implantation humaine semble confirmée à l'époque néolithique par de nombreuses pierres erratiques telles que la Pierre des Merles, dans le ruisseau de Rôge. L'époque gallo-romaine se traduit par le passage de la voie romaine de Luxeuil à Plombières.
Au milieu du Moyen Âge, la forêt a reconquis tout l'espace quand le sire de Faucogney installe un de ses trois fils à Fougerolles-le-Château. Puis, au XIIIe siècle, la seigneurie entre dans la mouvance de l'abbaye de Remiremont.
La seigneurie de Fougerolles, située aux limites indécises  entre comté de Bourgogne et duché de Lorraine, reste, jusqu'à la conquête de Louis XIV, une terre de surséance. C'est en 1683 que les Fougerollais prêtent le serment de fidélité au roi. La commune est officiellement rattachée au royaume de France en 1704, à la faveur du traité de Besançon qui scelle l'accord entre Louis XIV et le duc Léopold de Lorraine. Elle intègre alors la Franche-Comté, province devenue française au traité de Nimègue, en 1678.
Promue chef-lieu de canton en 1790, la localité perd ce titre par l'arrêté des consuls du 17 frimaire an X à l'avantage de Saint-Loup-sur-Semouse, bourgade alors modeste mais moins suspecte de velléités contre-révolutionnaires.
En 1838, puis en 1906, deux sondages sont creusés aux lieux-dits le Champ et la Gabiotte pour rechercher le prolongement du bassin houiller stéphanien sous-vosgien exploité à environ 25 km au sud-ouest, par les houillères de Ronchamp. Les résultats sont peu concluants.
Lors de la Seconde Guerre mondiale, Fougerolles est libérée le 17 septembre 1944.
Le 1er janvier 2019, la commune de Saint-Valbert forme la commune nouvelle de Fougerolles-Saint-Valbert avec Fougerolles.

## Politique et administration

### Rattachements administratifs et électoraux
La commune fait partie de l'arrondissement de Lure du département de la Haute-Saône, en région Bourgogne-Franche-Comté. Pour l'élection des députés, elle dépend de la première circonscription de la Haute-Saône.
Elle se trouve depuis 1801 dans le canton de Saint-Loup-sur-Semouse. Dans le cadre du redécoupage cantonal de 2014 en France, son territoire s'est agrandi, passant de 13 à 23 communes.

### Intercommunalité
La commune était membre de la communauté de communes du val de Semouse, créée le 20 décembre 2001.
Dans le cadre des prescriptions du schéma départemental de coopération intercommunale approuvé en décembre 2011 par le préfet de la Haute-Saône, et qui prévoit notamment la fusion de la communauté de communes des belles sources, de la communauté de communes Saône et Coney et de la communauté de communes du val de Semouse, la commune est membre depuis le 1er janvier 2014 de la communauté de communes de la Haute Comté.

### Administration municipale

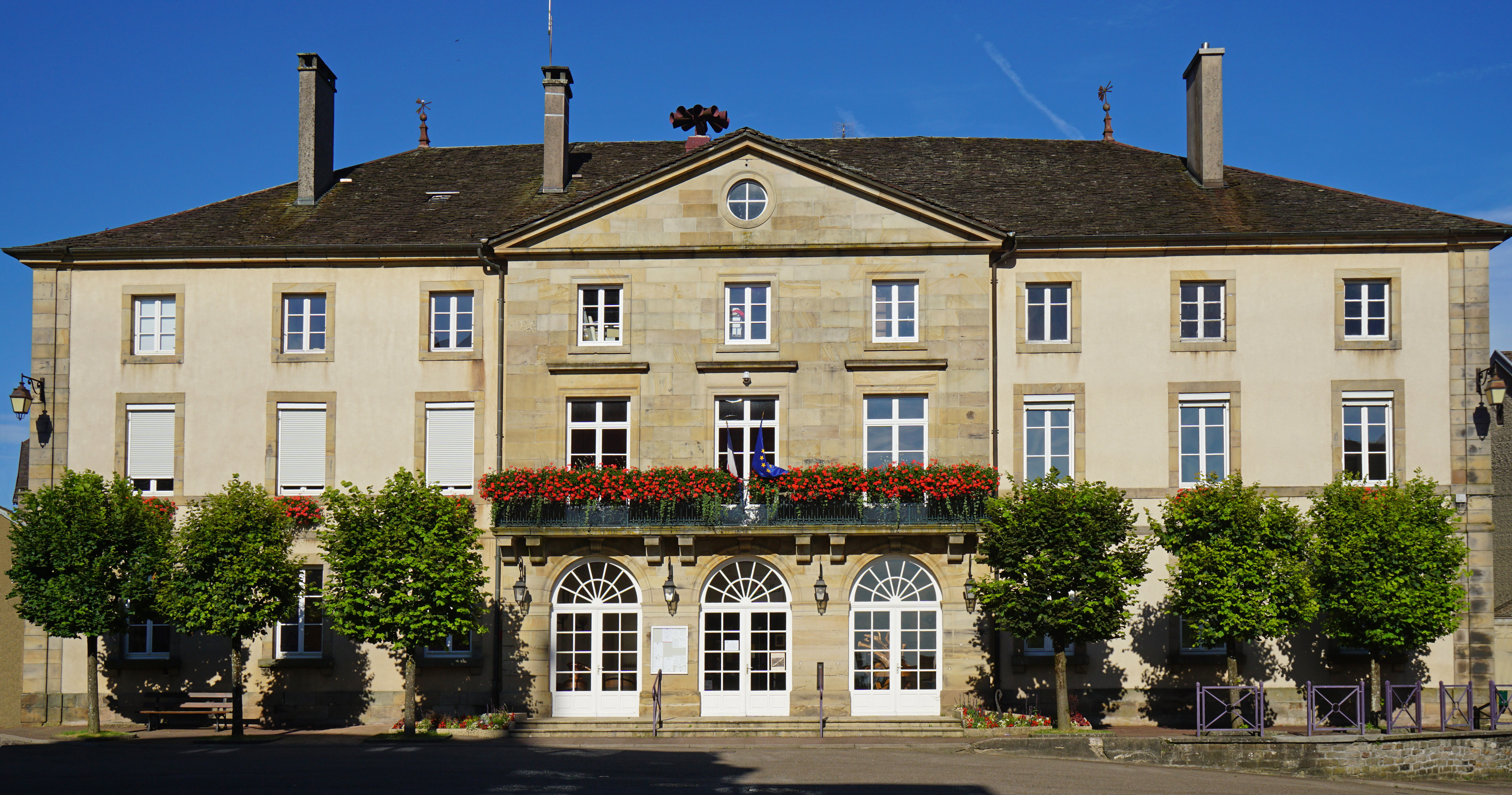
La mairie.

Le nombre d'habitants au dernier recensement étant compris entre 3 500 et 4 999, le nombre de membres du conseil municipal est de 27.

### Liste des maires
| Période                                  | Période                            | Identité                | Étiquette | Qualité                                                  |
| ---------------------------------------- | ---------------------------------- | ----------------------- | --------- | -------------------------------------------------------- |
| Les données manquantes sont à compléter. |                                    |                         |           |                                                          |
| 1792                                     | 1800                               | Claude Larrière         |           | Laboureur                                                |
| 1800                                     | 1806                               | Claude-Antoine Durpoix  |           |                                                          |
| 1806                                     | 1807                               | Victor Olivier          |           |                                                          |
| 1807                                     | 1822                               | Jean-Pierre Levain      |           | Notaire                                                  |
| 1822                                     | 1830                               | Desle Grosjean          |           |                                                          |
| 1830                                     | 1835                               | François Perceron       |           | Notaire                                                  |
| 1835                                     | 1840                               | Desle-Joseph Bertrand   |           | Distillateur                                             |
| 1840                                     | 1854                               | Claude-Antoine Bertrand |           | Médecin                                                  |
| 1848                                     | 1854                               | Hippolyte Peureux       |           | Distillateur                                             |
| 1854                                     | 1868                               | Charles Roblin          |           | Négociant en alcool, associé de Abel Bresson             |
| 1868                                     | 1870                               | Desle-Eugène Nicolas    |           | Distillateur                                             |
| 1870                                     | 1876                               | Augustin Dunand         |           |                                                          |
| 1875                                     | 1876                               | Joseph Aubry            |           |                                                          |
| 1876                                     | 1881                               | Desle-Eugène Nicolas    |           | Distillateur                                             |
| 1881                                     | 1884                               | Joseph Grandjean        |           | Distillateur                                             |
| 1884                                     | 1888                               | Léon Joseph Rapenne     |           | Distillateur                                             |
| 1888                                     | 1894                               | Emile Cognieux          |           | Distillateur                                             |
| 1892                                     | 1894                               | Emile Barret            |           | Distillateur                                             |
| 1894                                     | 1898                               | Victor Pouilley         |           | Négociant en alcool                                      |
| 1898                                     | 1919                               | Auguste Peureux         |           | Distillateur                                             |
| 1919                                     | 1929                               | Hubert Gaspard Menigoz  |           | Comptable à la distillerie Abel Bresson                  |
| 1929                                     | 1944                               | Paul Devoille           |           | Distillateur                                             |
| 1944                                     | 1945                               | Robert Guérard          |           |                                                          |
| 1945                                     | 1960                               | Marius Bondoui          |           |                                                          |
| 1960                                     | juin 1995                          | Henri Coulin            | DVD       |                                                          |
| juin 1995                                | mai 1997                           | Jean Lalloué            | PRG       |                                                          |
| mai 1997                                 | mars 2014                          | Claude Petitjean        | PS        | Retraité Président de la CC du Val de Semouse (? → 2013) |
| mars 2014,                               | janvier 2019 (fusion des communes) | Benoît Miège            | LR        | Cadre comptable et financier retraité                    |

### Finances locales
En 2015, les finances communales était constituées ainsi :
- total des produits de fonctionnement : 2 766 000 €, soit 705 € par habitant ;
- total des charges : 2 431 000 €, soit 620 € par habitant ;
- total des ressources d’investissement : 499 000 €, soit 127 € par habitant ;
- total des emplois d’investissement : 616 000 €, soit 157 € par habitant.
- endettement : 1 855 000 €, soit 473 € par habitant.

Avec les taux de fiscalité suivants :
- taxe d'habitation : 7,39 % ;
- taxe foncière sur le bâti : 12,14 % ;
- taxe foncière sur les propriétés non bâties : 38,97 % ;
- taxe additionnelle à la taxe foncière sur les propriétés non bâties : 0,00 % ;
- cotisation foncière des entreprises : 0,00 %.

### Jumelages
- Salach (Allemagne) depuis 1971[14].

## Démographie
En 2016, la commune de Fougerolles comptait 3618 habitants. À partir du XXIe siècle, les recensements réels des communes de moins de 10 000 habitants ont lieu tous les cinq ans. Les autres « recensements » sont des estimations.
| 1793  | 1800  | 1806  | 1821  | 1831  | 1836  | 1841  | 1846  | 1851  |
| ----- | ----- | ----- | ----- | ----- | ----- | ----- | ----- | ----- |
| 4 106 | 4 494 | 4 582 | 4 921 | 5 643 | 5 686 | 5 591 | 5 734 | 5 524 |

| 1856  | 1861  | 1866  | 1872  | 1876  | 1881  | 1886  | 1891  | 1896  |
| ----- | ----- | ----- | ----- | ----- | ----- | ----- | ----- | ----- |
| 5 082 | 5 485 | 5 636 | 5 256 | 5 459 | 5 685 | 5 776 | 6 030 | 5 840 |

| 1901  | 1906  | 1911  | 1921  | 1926  | 1931  | 1936  | 1946  | 1954  |
| ----- | ----- | ----- | ----- | ----- | ----- | ----- | ----- | ----- |
| 5 695 | 5 730 | 5 645 | 5 001 | 4 947 | 4 615 | 4 524 | 4 282 | 4 123 |

| 1962  | 1968  | 1975  | 1982  | 1990  | 1999  | 2006  | 2007  | 2012  |
| ----- | ----- | ----- | ----- | ----- | ----- | ----- | ----- | ----- |
| 4 185 | 4 247 | 4 043 | 4 155 | 4 167 | 3 967 | 3 874 | 3 852 | 3 725 |

| 2016  | - | - | - | - | - | - | - | - |
| ----- | - | - | - | - | - | - | - | - |
| 3 618 | - | - | - | - | - | - | - | - |

## Enseignement
La commune de Fougerolles dispose de cinq établissements scolaires, dont une école privée et une MFR :
- Collège des Combelles[16] ;
- École privée Saint Joseph[17] ;
- École des Fougères[18] ;
- Maison familiale rurale[19] (Blanzey).

## Économie

### La cerise

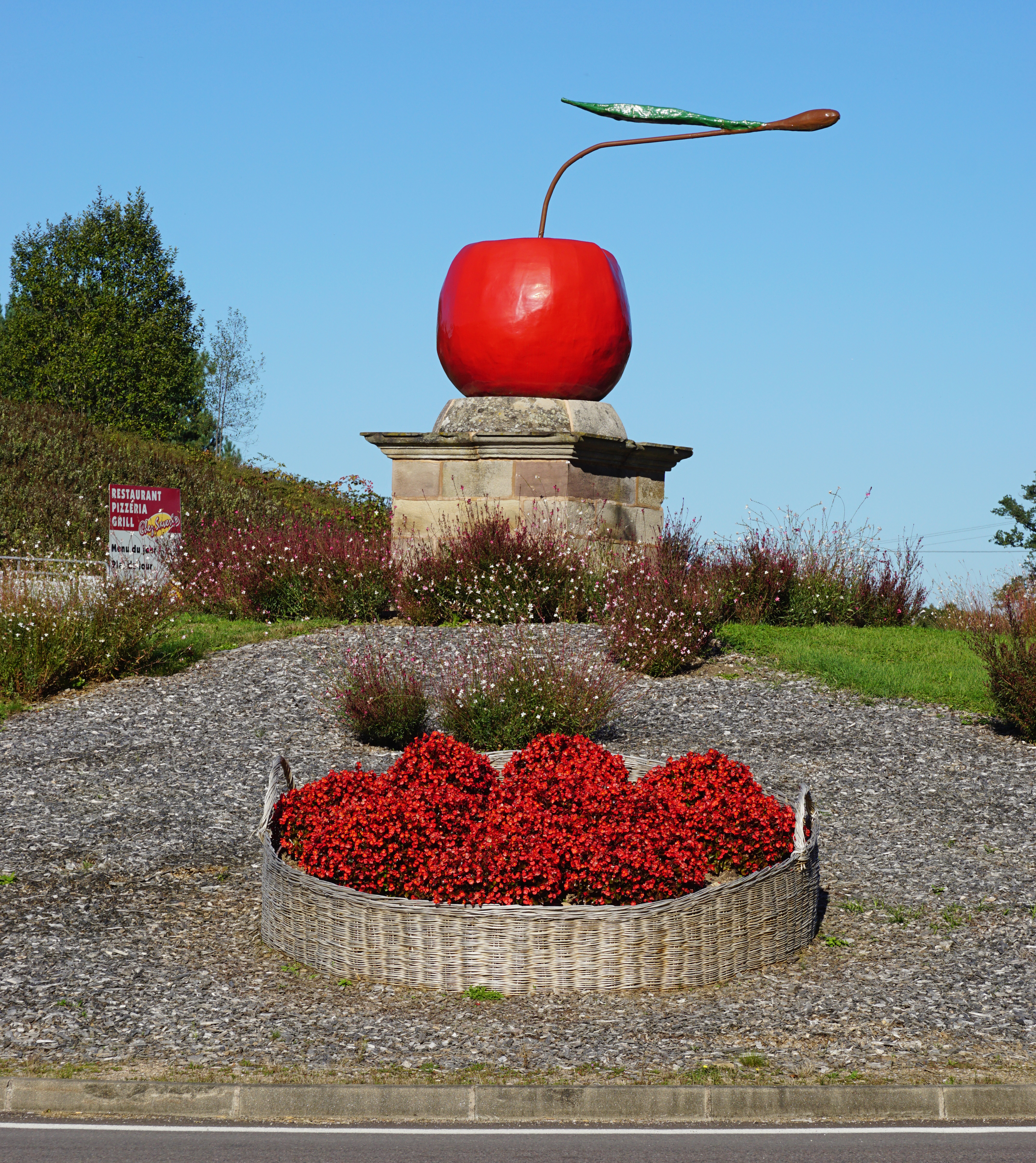
Sculpture de cerise à l'entrée de la commune.

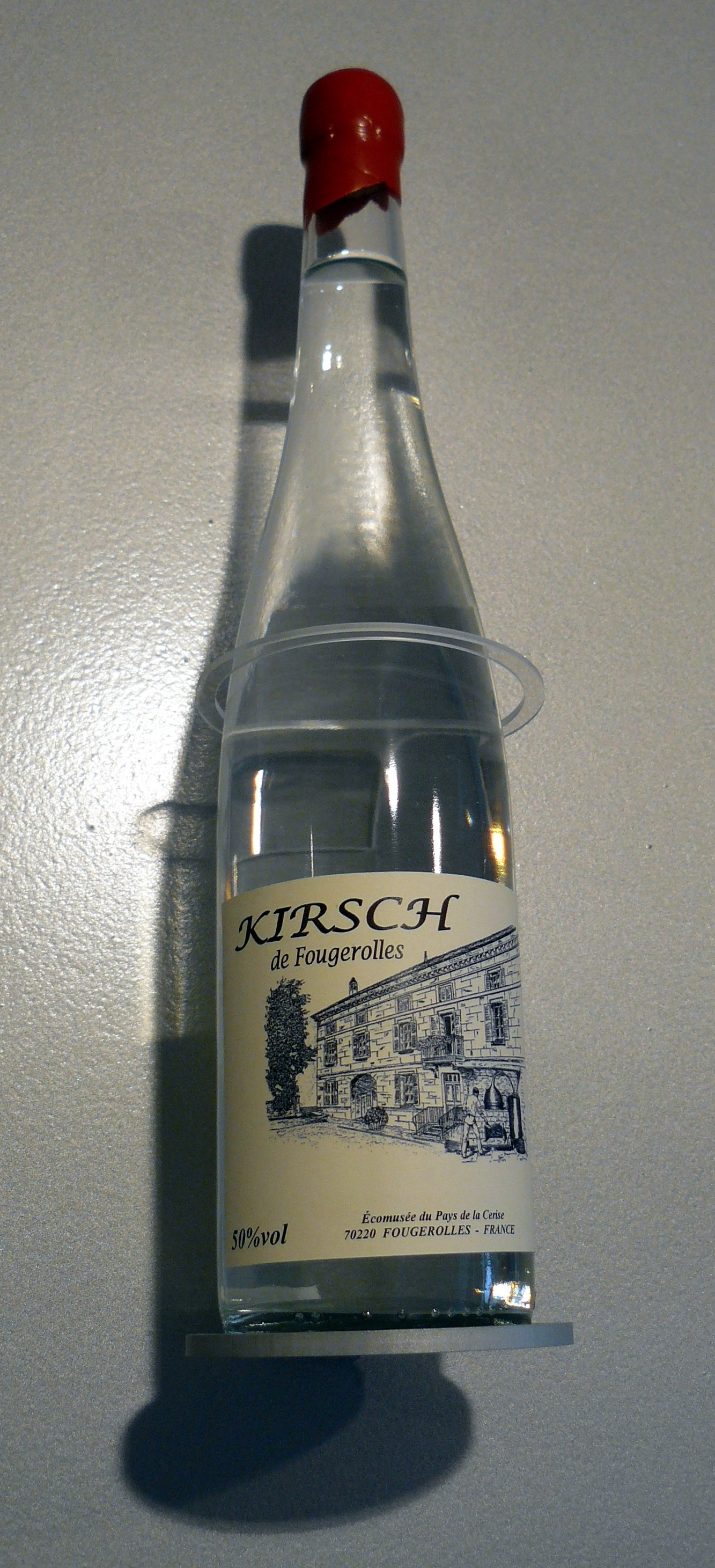
Kirsch de Fougerolles (écomusée).

Surnommé le « pays de la cerise », il est renommé pour son kirsch (eau-de-vie de cerise).
L'ancienne distillerie Simon abrite l'Écomusée du Pays de la cerise, où est reconstituée l'activité de distillation et la vie dans une maison de maître au milieu du XIXe siècle.
Le 5 mai 2010, le Journal Officiel publie le décret n° 2010-453 du 3 mai 2010 relatif à l'homologation de l'appellation d'origine contrôlée "Kirsch de Fougerolles".
Si l'activité de distillation est moindre qu'à une époque (4 distilleries en activité contre plus de 37 en 1900), elle reste une des principales ressources du village ; il faut y ajouter 50 paysans-distillateurs artisanaux.
La distillerie Peureux s'est diversifiée avec succès grâce aux Griottines. Une autre a ressuscité l'absinthe.
Liste des distillateurs :
- Toujours en activité :
  - Les Grandes distilleries Peureux (depuis 1864)[22],
  - Distilleries Lemercier et Frères (depuis 1811)[23],
  - Distilleries Paul Dévoille (depuis 1859)[24],
  - Distilleries Émile Coulin (depuis 1890).
- Disparus ou regroupés :
  - Distilleries Hoyon[25] (créée en 1880, reprise par les Distilleries Coulin),
  - Distilleries Abel Bresson[26] (créée en 1838, à Fougerolles de 1845 à 1972 - Usines à Beaucaire et Ivry-Port et implanté également à Pontarlier et à Oran (Algérie), en 1912 elles rachètent la marque Édouard Pernod de Couvet, en 1935 : alliance avec la société Félix Pernod avec commercialisation du Pastis Lou Fèli 45° en 1938. Dans les années 60, les établissements Abel Bresson et Félix Pernod réunis sont regroupés à l'entreprise Nugue et Richard (fabricant de vermouth à Béziers)- aujourd'hui Abel Bresson est une marque de sirop, propriétaire de Marie Brizard),
  - Distilleries Raspiller (et Cholley) (de 1913 à 1985)[27],
  - Distilleries Ougier (de 1841 à 1924 : ancienne distillerie de Claude-Joseph Barret puis Cognieux et Ougier[28] en 1890. Reprise par les Distilleries Lemercier-Daval en 1924),
  - Distilleries Cuenin-Rapenne puis Hacquard (de 1863 aux années 1980)[29],
  - Distilleries Robert (vers 1910 et reprise par les Distilleries Saguin)[30],
  - Distilleries Bertrand (de 1880 à 1936 : aujourd'hui entreprise de vente de matériels agricoles Couval)[31],
  - Distilleries Sirace[32] (1931 à 1954 : ancienne Distilleries Nabord-Mougin (1892) puis la marque reprise par les Distilleries Coulin)[33],
  - Distilleries Aubry puis Simon, au Petit-Fahys (de 1831 à 1978, puis aujourd'hui Écomusée du Pays de la Cerise)[34],
  - Distilleries Saguin (de 1851 à 2000 - elles sont unies aux Distilleries Raspiller et Robert pour former la Société Anonyme des Distillateurs Réunis, reprise en 1995 par les Distilleries Peureux)[35],
  - Distilleries Servain (créée en 1857 et ancienne maison Grandjean Père et Fils, fondée en 1840. Alexandre Servain quitte cet établissement au début des années 1890-1895 pour reprendre la distillerie Barret - fondée en 1870 - située à La Vaivre)[36],
  - Distilleries Lemercier-Daval (de 1880 à 1977)[37],[38],[39],
  - Distilleries François Maire puis L. Gagelin et R. Dufour (1853 à ?),
  - Distilleries Girardin, au Clos.

#### Reconnaissance et Prix des produits de la commune
En 2006, Les Grandes Distilleries Peureux ont récolté un prix international donné par un jury de 120 chefs et sommeliers à l'Institut International du Goût et de la Qualité de Bruxelles pour la Liqueur Griottines Original. Ce jury a reconnu l’exceptionnelle saveur de ce produit en lui accordant un Award du Goût Supérieur de 2 étoiles.
En 2015, la Distillerie Paul Devoille a reçu le Label Entreprise du patrimoine vivant. Décerné par le Ministère de l'Économie et des Finances (France), ce label d'état récompense les entreprises porteuses d'un savoir-faire rare et qui défendent des valeurs d'excellence et d'art de vivre à la française. Seules 1300 entreprises en France ont reçu ce label.

### Autres ressources
- Industrie mécanique : Lufkin (ex-COMELOR : COnstructions MEcanique de LORraine)
- Imprimerie : Fuji Seal France, en difficulté en février 2012[41]
- Élevage
- Forêt (1 600 ha, dont 1 000 en propriété communale)
- Trois écoles, un collège, deux IREO, une crèche, une résidence pour personnes âgées, restaurants, commerces, Écomusée

#### Quelques industries du passé
- Les tonnelleries et emballages de bonbonnes. Activités associées à celles des eaux-de-vie, une dizaine de ces établissements a été recensée dans la ville même de Fougerolles. Par "emballage de bonbonnes", il convient d'entendre la vannerie en osier qui entoure et protège la bonbonne en verre. Tonnelleries : François Leyval, Henri Saguin, Lemercier-Frères, Henri Robert, Léon Ougier, Causeret, Abel Bresson. Emballages de bonbonnes : Pouilley-Durpoix, Lemercier-Frères, Paul puis Émile Tisserand. À l'extérieur de la ville, deux tonnelleries seulement ont été répertoriées : celle du Moulin Bacâ au Grand-Fahys et la tonnellerie Grandhaye à Blanzey-le Roigire (années 1920-1930).
- Le tissage d’éponge Baudin, Blétry, Fleurot. Sur ce site de l’avenue des Chavannes se sont établis Comélor usine 1 puis Lufkin- G.E.- Baker Hughes.
- Le tissage de soieries Jacotey & Kempf. Sur ce site de la rue de Fontaine se sont établis Comélor usine 2 puis Lufkin- G.E.- Baker Hughes.
- La filature de coton de Fougerolles-le-Château : fondée en 1853 par Joseph Murbach, venu d’Alsace. Auprès de l'ancien moulin banal situé au pied du château, il édifie la filature à étages recevant les métiers à filer dits "renvideurs". La force motrice est assurée d’une part, par le canal du moulin issu de la Combeauté, et d’autre part en complément, par une machine à vapeur.

À la mort de Joseph Murbach en 1865, ce sont ses fils, Alphonse et Émile qui prennent la direction de l’entreprise sous le nom de "A & E Murbach". Une seconde machine à vapeur remplace la précédente.
En 1875, Alphonse Murbach et son épouse deviennent propriétaires de l'ancien château fort de la localité. Le domaine foncier s’accroit, des maisons du village sont acquises et deviennent cités ouvrières. L’une d’elles, de dimensions importantes, toujours existante, est intégralement construite en 1880. Un nouveau canal d’amenée, long de 600 m, est creusé en cette même époque. En 1893, à la mort de son frère ainé, Alphonse Murbach dirige seul l’entreprise. Il la cédera quelque temps plus tard à son petit-fils, Maurice Chané.
En 1903 décède Alphonse Murbach et c’est en 1904 que la filature (et le château) sont achetés par Auguste Olympe Antoine, venu de Bussang (Vosges), issu d’une famille du textile dont les membres dirigeront des entreprises tant dans les Vosges qu’en Haute-Saône. Dès cette acquisition, la modernisation de l’entreprise est en route : nouvelle machine à vapeur, nouvelles chaudières et cheminée (1907), nouvelles turbines, disparition progressive des métiers à filer "renvideurs" au profit des métiers dits "continus", construction de nouveaux bâtiments en "sheds" intégrant l’ancien moulin banal, les étapes de filature s’effectuant sur un seul niveau (au rez-de-chaussée), entraînant la démolition quasi-totale du bâtiment à étages vers 1925. S’y ajoute en 1910 la création d’un " Économat " au service du personnel de la filature, mais aussi des autres habitants du village. Le château quant à lui, demeurera la propriété des descendants d'Auguste Antoine.
En 1925, Auguste Antoine cède la filature, portant le nom d'"Auguste Antoine & Compagnie" à son fils Marcel, associé au beau-frère de ce dernier, Paul Jacamon. Les agrandissements se poursuivent, mais la filature devra affronter les difficultés liées à la Seconde Guerre mondiale.
Marcel Antoine décède en fin d’année 1958. Paul Jacamon, assisté de Jacques Antoine, fils de Marcel, et Pierre Jacamon, fils de Paul, assureront la direction jusqu’en 1971, date du décès de Paul. Les deux cousins, Jacques Antoine et Pierre Jacamon, deviendront désormais les dirigeants de la filature. Les modernisations se poursuivent : suppression de la machine à vapeur au profit d'un alternateur, avec démolition de la grande cheminée de 1907, remplacement des métiers dits " continus " par les métiers "Open End" (une révolution dans le procédé de filage). Avec le coton sont filées les fibres synthétiques. Plusieurs maisons destinées aux employés sont construites.
En 1989, Jacques Antoine et Pierre Jacamon décident de céder l’entreprise familiale à d’autres repreneurs. Ceux-ci ne resteront que 2 années, car en septembre 1991, victime, comme bien d'autres, de la crise du textile, la filature doit fermer, mettant 72 employés au chômage…
Les bâtiments, acquis par la commune de Fougerolles, abritent maintenant plusieurs entreprises, dont l’une, productrice d’électricité, profitant, en les modernisant, des installations hydrauliques toujours en place depuis le début du XXe siècle.

### Marché
Le marché a lieu tous les vendredis matin sur la place du Champ de Foire.

## Culture locale et patrimoine

### Lieux et monuments
- Église Saint-Étienne de Fougerolles, remarquable édifice du dernier quart du XVIIIe siècle, classé Monument Historique en 1978.
- Chapelle de Beaumont[42].
- Chapelle de la communaille[43].
- Chapelle de La Basse Robert[44].
- Chapelle du Boigeot[45].
- Monuments commémoratifs[46],[47].
- Fête des Cerises le dernier samedi de juin.
- Sentier balisé des « Pierres de Roûge »[48] (1,5 km) pour les férus de nature et de géologie.
- Parc animalier (cerfs, chevreuils, chamois)[49].
- Foire aux beignets de cerise le 2e ou 3e dimanche de septembre.
- Ferme-distillerie du Petit-Fahys, qui servait à la conservation du grain.
- L'écomusée du pays de la cerise au lieu-dit  le Petit-Fahys.
- Croix de calvaire de Blanzey-Haut.
- Jardin Secret de la Fée Verte, rue des Moines Hauts[50],[51].

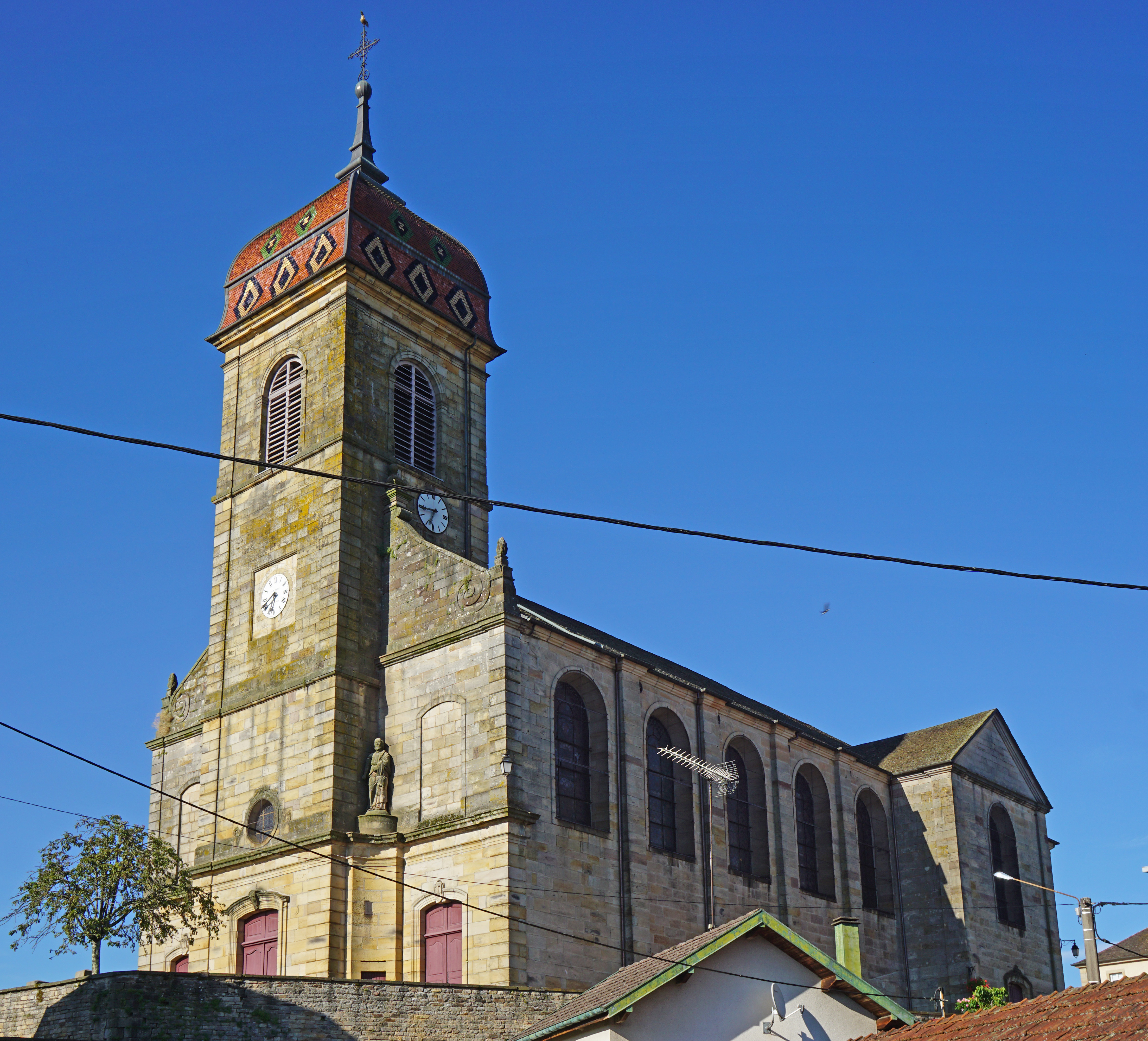
L'église Saint-Étienne.
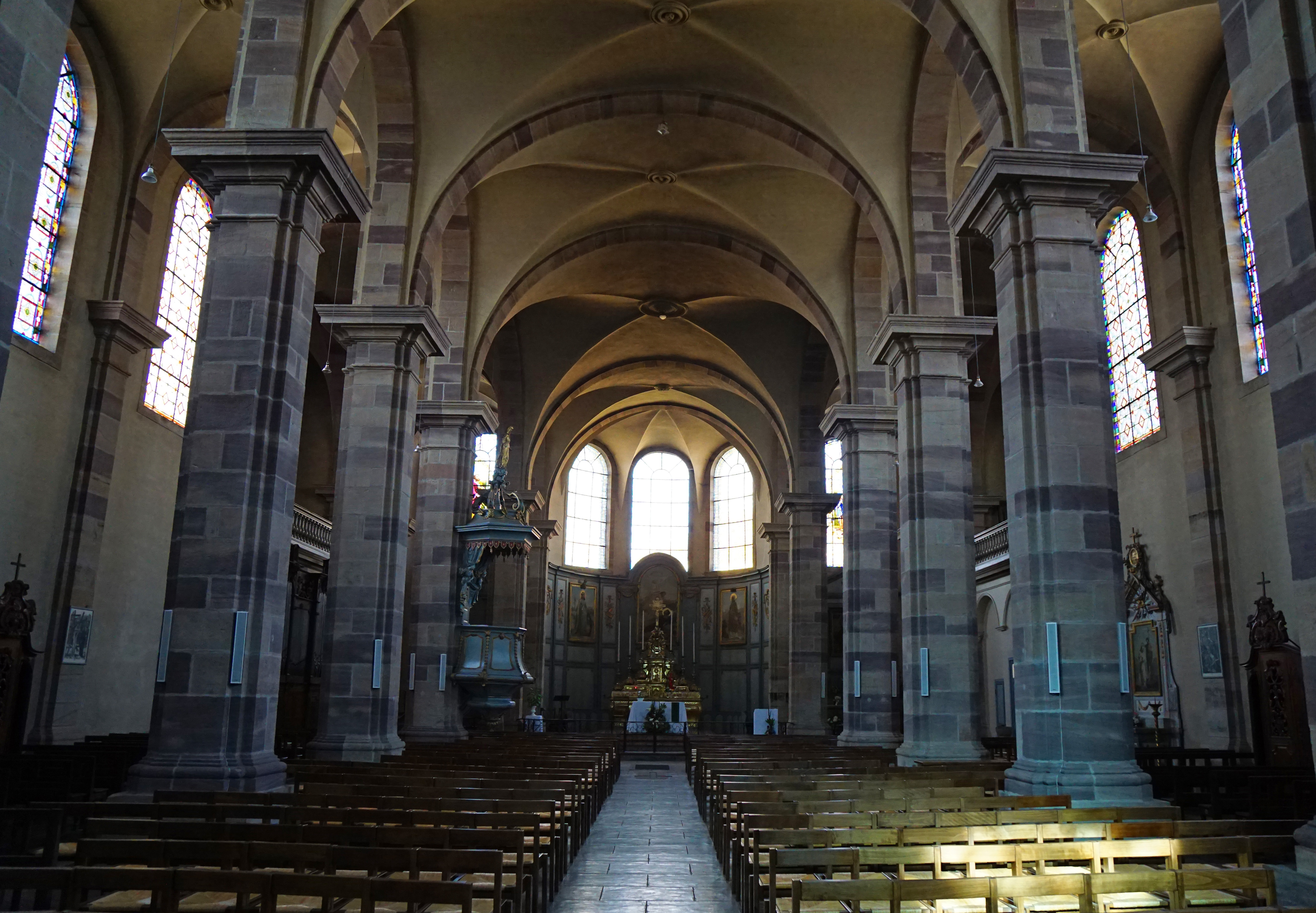
L'intérieur.
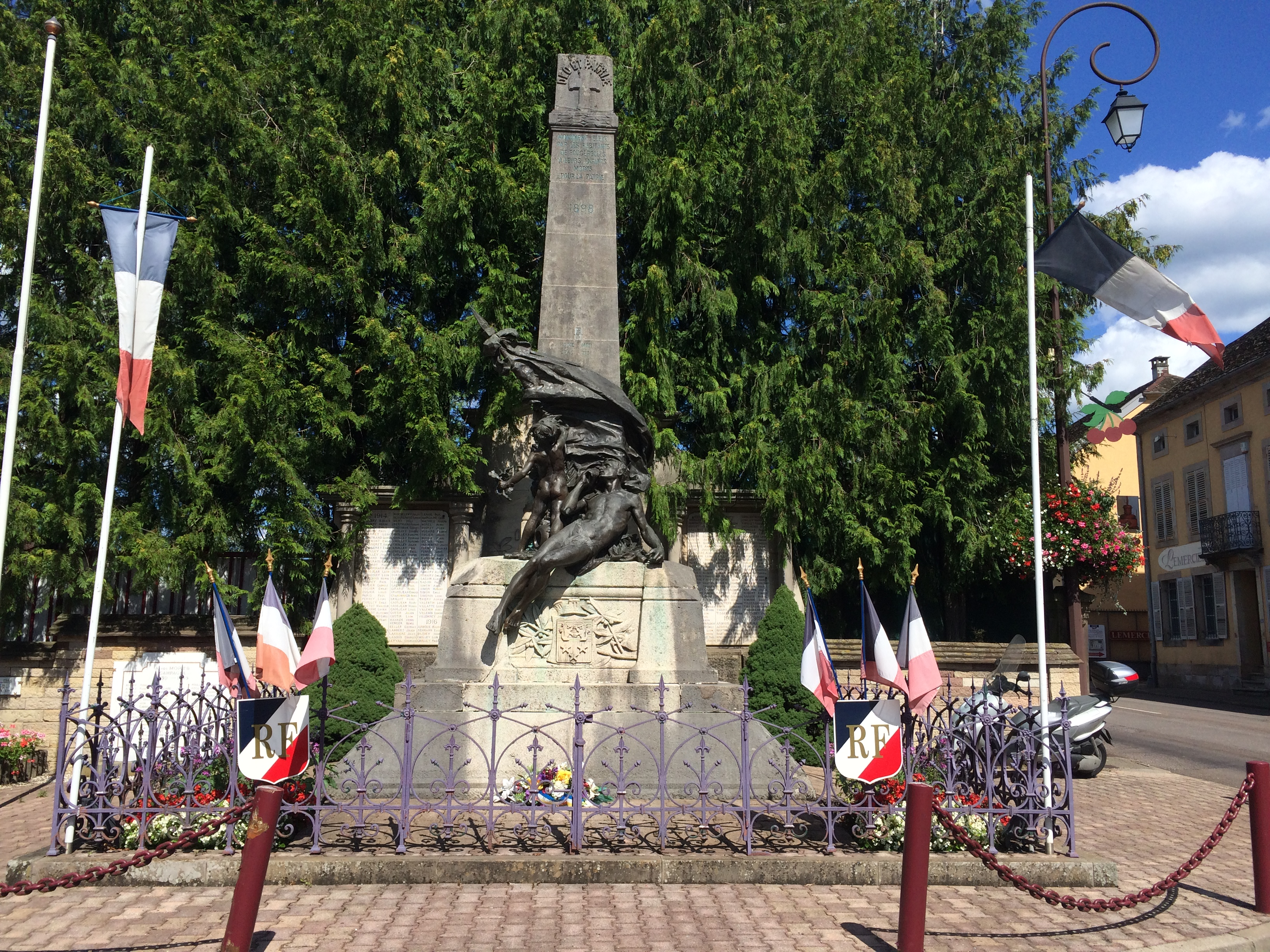
Monument aux morts.
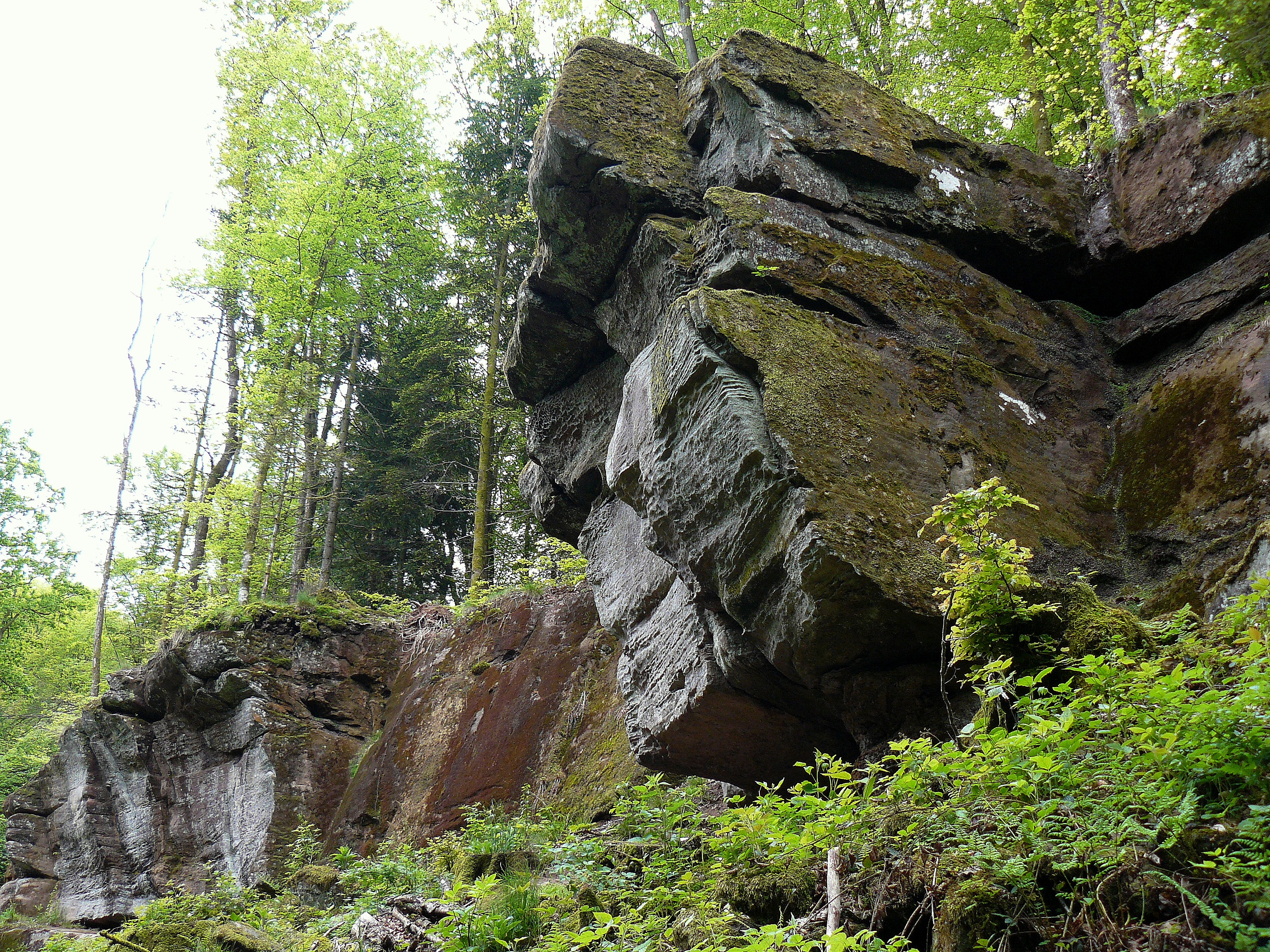
Au long du sentier des Pierres de Roûge.
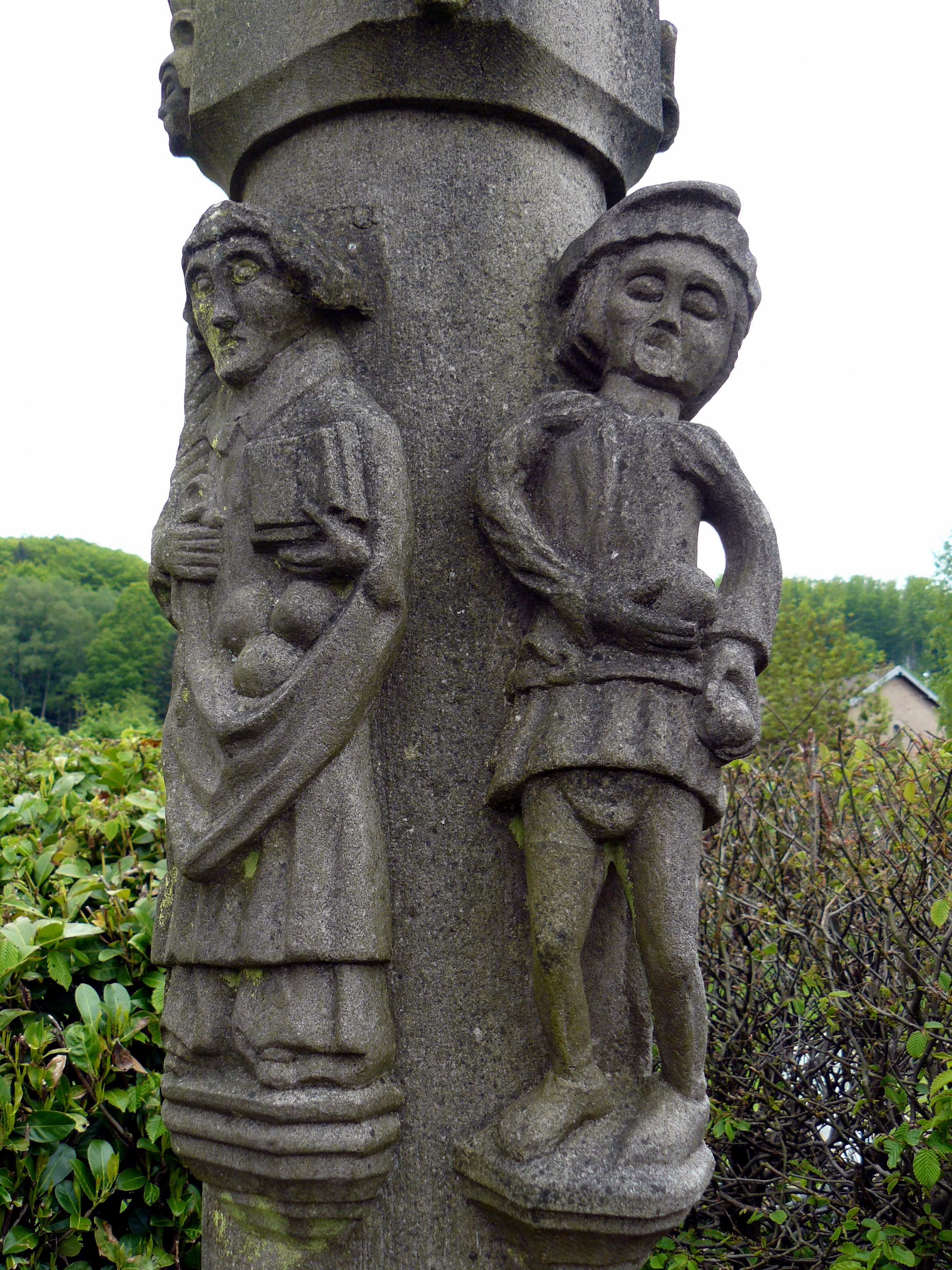
Détail croix-calvaire de Blanzey-Haut.

### Personnalités liées à la commune
- Auguste Peureux, homme politique né et décédé à Fougerolles.
- Jean-Pierre Mourey, auteur de bandes dessinées.
- Luc Jacamon, auteur de bandes dessinées pour adultes.

### Héraldique et logo

Le logo de la ville.

| Blason de Fougerolles | Blason  | Coupé d’azur aux deux lions issants affrontés d’or, et de gueules à trois étoiles d’argent. |
| Blason de Fougerolles | Détails | Le statut officiel du blason reste à déterminer.                                            |